# Rolf Carlsson (skeppsredare)
Rolf Gunnar Carlsson, född 9 mars 1920 i Göteborgs Vasa församling, död 23 februari 1994 i Marstrands församling i Göteborgs och Bohus län, var en svensk skeppsredare.
Rolf Carlsson var son till skeppsredaren Gunnar Carlsson och Olga, ogift Hansen, samt yngre bror till Per Carlsson och kusin till Torkel Carlsson. Han avlade studentexamen 1938, tog sjöofficersexamen 1944 och var anställd hos SILA-SAS 1945–1949. Han kom till Koppartrans Olje AB 1949, där han först var befraktningschef, 1954 blev direktörsassistent och 1955 direktör. Han var verkställande direktör för Rederi AB Transmark och direktörsassistent Rederi AB Transatlantic från 1959, verkställande direktör för Rederi AB Transocean från 1960 och Rederi AB Transex från 1964. Carlsson var styrelseledamot i Svenska Handelsbanken i Göteborg och Försäkrings AB Atlantica.
Han gifte sig 1944 med konstnären Mary Enell (född 1922), dotter till auktoriserade revisorn Knut Enell och Carrie Lindström. De fick två barn: Katharina (född 1945) och Gunnar (född 1948).